# A Republikanska futbolna grupa 1964-1965
La A Republikanska futbolna grupa 1964-1965 fu la 41ª edizione della massima serie del campionato di calcio bulgaro disputato tra il 22 agosto 1964 e il 18 luglio 1965 e concluso con la vittoria del Levski-Spartak Sofia, al suo nono titolo.
Capocannoniere del torneo fu Georgi Asparuhov del Levski-Spartak con 27 reti.

## Formula
Come nella stagione precedente le squadre partecipanti furono sedici e disputarono un turno di andata e ritorno per un totale di trenta partite.
Le ultime due classificate retrocedettero in B RFG.
Le squadre ammesse alle coppe europee furono tre: i campioni nazionali alla Coppa dei Campioni 1965-1966, la vincitrice della Coppa di Bulgaria alla Coppa delle Coppe 1965-1966 più un ulteriore club di Plovdiv alla Coppa delle Fiere 1965-1966.

## Classifica finale
|    | Classifica                          | G  | V  | N  | P  | GF | GS | Dif | Pt |
| -- | ----------------------------------- | -- | -- | -- | -- | -- | -- | --- | -- |
| 1  | Levski-Spartak Sofia                | 30 | 18 | 6  | 6  | 59 | 28 | +29 | 42 |
| 2  | PFC Lokomotiv Sofia (C)             | 30 | 16 | 7  | 7  | 42 | 33 | +9  | 39 |
| 3  | PFC Slavia Sofia                    | 30 | 11 | 13 | 6  | 45 | 33 | +12 | 35 |
| 4  | CSKA Septemvriysko zname Sofia (CB) | 30 | 14 | 6  | 10 | 48 | 26 | +22 | 34 |
| 5  | PFC Beroe Stara Zagora              | 30 | 10 | 11 | 9  | 48 | 41 | +7  | 31 |
| 6  | PFC Lokomotiv Plovdiv               | 30 | 12 | 6  | 12 | 43 | 40 | +3  | 30 |
| 7  | Spartak Pleven                      | 30 | 10 | 10 | 10 | 30 | 47 | -17 | 30 |
| 8  | PFC Cherno More Varna               | 30 | 10 | 9  | 11 | 37 | 37 | 0   | 29 |
| 9  | Botev Vraca (N)                     | 30 | 10 | 9  | 11 | 29 | 35 | -6  | 29 |
| 10 | Spartak Plovdiv                     | 30 | 11 | 6  | 13 | 42 | 42 | 0   | 28 |
| 11 | Spartak Sofia                       | 30 | 9  | 10 | 11 | 32 | 34 | -2  | 28 |
| 12 | Trakia Plovdiv                      | 30 | 9  | 9  | 12 | 40 | 49 | -9  | 27 |
| 13 | PFC Marek Dupnica                   | 30 | 9  | 8  | 13 | 34 | 41 | -7  | 26 |
| 14 | Dunav Ruse                          | 30 | 9  | 8  | 13 | 28 | 41 | -13 | 26 |
| 15 | PFC Sliven                          | 30 | 6  | 10 | 14 | 32 | 48 | -16 | 22 |
| 16 | Akademik Sofia (N)                  | 30 | 7  | 7  | 16 | 29 | 48 | -19 | 21 |

- (C) Campione nella stagione precedente
- (N) squadra neopromossa
- (CB) vince la Coppa nazionale

### Verdetti
- Levski-Spartak Sofia Campione di Bulgaria 1964-65.
- PFC Sliven e Akademik Sofia retrocesse in B PFG.

### Qualificazioni alle Coppe europee
- Coppa dei Campioni 1965-1966: Levski-Spartak Sofia qualificato.
- Coppa delle Coppe 1965-1966: CSKA Septemvriysko zname Sofia qualificato.
- Coppa delle Fiere 1965-1966: PFC Lokomotiv Plovdiv selezionato come club di Plovdiv molto tifato.